# Puerto Guacolda II
El puerto Guacolda II o terminal marítimo Guacolda II es un muelle mecanizado próximo a la planta de Pellets de Huasco, en el extremo poniente de la bahía de Santa Bárbara, 4 km al sur del puerto de Huasco. Sus coordenadas geográficas son 28° 28’ sur y 71° 25’ oeste.
Las instalaciones, operativas desde el año 1978, pueden recibir naves desde 20.000 toneladas métricas (TM) a 300.000 TM, con un ritmo de embarque de 60.000 TM diarias de pellets Producto y 35.000 TM de pellet Feed.

## Dimensiones y Carguío
Las dimensiones máximas permitidas para las naves son: 
- Eslora: 315 m
- Manga: 55 m
- Calado: 22 m
- Calado Aéreo: 18 m.

Las maniobras de operación se pueden realizar de día y de noche.
El récord anual de embarque se logró el año 2012, con un total de 6.711.933 TM de productos.

## Instalaciones de Apilamiento
Las instalaciones de apilamiento del Puerto, consisten en dos canchas paralelas de norte a sur de 800 metros de largo, 50 metros de ancho, localizadas al norte de la Planta de Pellets. El Preconcentrado proveniente de las minas es apilado en la cancha del sector este, mientras los Pellets son apilados en la cancha del sector oeste. Al sur de las canchas de Pellets hay una pequeña cancha de almacenamiento de emergencia para ser usada cuando se realizan trabajos de mantención a las Instalaciones de Apilamiento.
El Pellet producto es enviado desde la Planta a través de un circuito de correas transportadoras, las que recorren a lo largo de la cancha de almacenamiento por el costado oeste. Esta cancha tiene una capacidad de almacenamiento de 450 mil toneladas, lo que se obtiene mediante el uso de un apilador móvil.
El pellet producto es recuperado desde la cancha de almacenamiento por recuperadores de capachos montados sobre orugas, derivados a una transferencia móvil que se autodesplaza por rieles sobre la correa de embarque. El producto es transportado hasta la torre de embarque, cuya estructura cuenta con movimientos angulares en el plano horizontal y vertical.

## Instalaciones de embarque
Las instalaciones del puerto de embarque constan de una pluma de embarque soportada por pilotes tubulares de acero, formada principalmente por una estructura móvil con una pluma telescópica.
Estas instalaciones están protegidas contra los impactos eventuales de las naves por dos defensas rígidas (dolphins). Para prevenir la corrosión marina en las estructuras, éstas están provistas de un sistema de protección catódica.

## Instalaciones marítimas
El sistema de amarre comprende dos “bitas” con ganchos de liberación rápida, existente en cada uno de los dolphins para ayudar con la corrida del buque y siete boyas diseñadas para estabilizar las naves hasta 300 mil TM. Las maniobras de Atraque, Amarre y Zarpe del buque son coordinadas y supervisadas por un práctico de Bahía.